# Leandro Crozat
Leandro Crozat (Alcoy, 1824 – post 1890) è stato un fotografo e inventore spagnolo.
La sua notorietà è dovuta essenzialmente alla diffusione del cosiddetto Sistema Crozat che per circa un ventennio dell'Ottocento, dal 1862, fu all'avanguardia venendo promosso e usato, non solo in Europa, ma anche in America Latina dove lo stesso Crozat lo esportò e lo diffuse in vari paesi. 

## Biografia
Leandro Lesmes Crozat Sempére nacque ad Alcoy nel 1824, terzogenico di Juan Bautista, procuratore legale, e di Francisca Sempére. Ebbe altri tre fratelli ed una sorella, tra cui Nicolas che, insieme a Leandro, brevettò il Sistema Crozat a Siviglia nel 1862. Non sappiamo nulla di Leandro fin quando raggiunse Nicolas a Siviglia dove gestiva un negozio di fotografia ben avviato fin dal 1856.
Alcuni dei fotografi spagnoli che comprarono i diritti del Sistema Crozat furono Casimiro Yborra,  Miguel de Mora y Almoguera, Ramón Banet, Rafael Rocafull y Monfort, Enrique Camaño, Antonio María Sánchez Carabaca, Julio Planchard y Thenille, Pedro Ducloux, Manuel Hortet y Molada.
Si suppone che il fratello Nicolas, essendo sposato con due figli, abbia preferito rimanere a Siviglia e lasciare che fosse il fratello, celibe, a proporre la loro invenzione all'estero. Nel 1864, infatti, Leandro si spostò in Francia e successivamente in Inghilterra. In questi due paesi l'accoglienza fu piuttosto fredda e furono in pochi ad acquistare il brevetto.
Fra il 1864 e il 1866 Leandro Crozat portò il Sistema Crozat anche in Austria e in Islanda.
Nel febbraio 1865 Leandro arrivò in Italia, dove sappiamo che il "Sistema Crozat" fu ampiamente diffuso, e ove egli rimase a lungo, almeno fino al novembre 1866, quando rientrò brevemente in Spagna. Tra i fotografi italiani che ottennero il brevetto ci furono Giulio Rossi, il rinomato Regio stabilimento fotografico Duroni acquistato nel 1866 dal nuovo proprietario Icilio Calzolari, Francesco Sidoli, Oreste Bolletti, Luigi Carelli, Paolo Lombardi, Beniamino Bertarelli, Pasquale Biondi, Corrado Valvo Sortino, Giovanni Morotti, Cristoforo Capitanio, Girolamo Colombo, Giovanni Lagomaggiore, Paolino Cavalieri, Alessandro Pavia, Andrea Premi, Giuseppe Allegri e molti altri.
Giovanni Battista Ganzini di Milano, pur non avendo acquistato il brevetto da Crozat, pubblicò gli annunci nei giornali in cui pubblicizzava il doppio fondo come fosse una propria invenzione. Solo dopo le minacce azioni legali da parte di Giulio Rossi si ritirò in buon ordine.
Dopo alcuni mesi in Spagna emigrò in Sudamerica. Oltre a diffondere l'invenzione in vari paesi, quali Brasile, Uruguay, Perù, divenne amministratore di una raffineria di zucchero, vice console dell'Argentina in Cile e bibliotecario alla Biblioteca Nazionale a Santiago, dove ebbe come studioso e collaboratore il futuro presidente cileno Arturo Alessandri Palma. A Valparaíso sappiamo che venne aperto un negozio fotografico col nome di "Hermanos Crozat" nel 1881. A tal proposito si può supporre che Leandro fu raggiunto dal fratello Nicolas di cui però ignoriamo luogo e data di morte. Le notizie sui Crozat cessano nel 1890. 
Anche di Leandro ignoriamo la data di morte ma il Cile appare come il luogo più probabile del decesso. Non si è mai sposato e avrebbe confessato di avere avuto nella vita "le pene come uniche compagne inseparabili in una valle di amarezze", frase testimoniata da Alessandri, citato dal libro di Augusto Iglesias, senza però aggiungerne i motivi.

## Sistema Crozat
Va detto che negli anni e nei mesi precedenti o posteriori al brevetto spagnolo dei Crozat, rilasciato nel settembre 1862 quale "Reale attestazione di privilegio", anche altri fotografi spagnoli proposero o rivendicarono lo stesso sistema cosiddetto a "doppio fondo", con alcuni dei quali, attraverso la stampa, nacquero delle polemiche.
Il metodo dei Crozat consentiva di realizzare nella stessa fotografia il soggetto, in genere un ritratto ben definito ma con buona ricchezza di sfumature, e al contempo la parte retrostante morbida che conferiva all'immagine una qualità estetica elevata, alla quale veniva unito il "colorito istantaneo", cioè, in particolare, un colore roseo al viso e alle labbra. La cosiddetta "vernice preservativa", che non faceva parte del brevetto e pertanto veniva offerta gratuitamente, era una sorta di pellicola trasparente che dava maggiore brillantezza all'immagine. Inoltre, ha permesso una buona conservazione nel tempo. 
Questo nuovo metodo innovativo, realizzato al collodio e successivamente al calotipo, fu molto in voga negli anni '60 e '70 del XIX secolo con moltissimi fotografi che lo utilizzarono per incrementare il loro successo professionale ed economico, specialmente in Italia.
Questa nuova tecnica venne applicata alle cosiddette carte de visite, biglietti tascabili con immagini, soprattutto ritratti, generalmente delle dimensioni 5,2 cm X 8,7 cm , inventate dal fotografo André-Adolphe-Eugène Disdéri nel 1854.